# Ludwig Habicht
Ludwig Habicht, född den 23 juli 1830 i Sprottau, död den 29 december 1908 i Amalfi, var en tysk författare.
Habicht infördes av Karl Gutzkow i litteraturen och författade ett stort antal romaner och noveller, av vilka Der Stadtschreiber von Liegnitz (3 band, 1865) är bekantast.